# Anita Görbicz
Anita Görbicz (født 13. maj 1983 i Veszprém) er en tidligere ungarsk håndboldspiller, der spillede for den ungarske storklub Győri Audi ETO KC, fra 1997 frem til 2021 og Ungarn. Hun blev kåret til verdens bedste håndboldspiller i 2005 af IHF. Hun spillede i 15 år på Ungarn og opnåede 232 kampe, hvor hun scorede 1111 mål. Efter at Ungarn blev slået ud af VM-slutrunden 2017, meddelte Görbicz, at hun stoppede på landsholdet.
Gennem de senere par år har Görbicz fået tilnavnet "Anita királynő" (Dronning Anita), grundet hendes stjernestatus i den ungarske storklub Győri Audi ETO KC.

## Meritter
- Nemzeti Bajnokság I:
  - Vinder (11): 2005, 2006, 2008, 2009, 2010, 2011, 2012, 2013, 2014, 2016, 2017
  - Sølv: 2000, 2004, 2007, 2015
  - Bronze: 1999, 2001, 2002, 2003
- Magyar Kupa:
  - Vinder (13): 2005, 2006, 2007, 2008, 2009, 2010, 2011, 2012, 2013, 2014, 2015, 2016, 2018
  - Finalist: 2000, 2002, 2004, 2017
- EHF Champions League:
  - Vinder (4): 2013, 2014, 2017, 2018
  - Finalist: 2009, 2012, 2016
  - Semifinalist: 2007, 2008, 2010, 2011
- EHF Cup Winners' Cup:
  - Finalist: 2006
  - Semifinalist: 2003
- EHF Cup:
  - Finalist: 2002, 2004, 2005
- Junior VM i håndbold:
  - Sølv: 2001
- VM i håndbold:
  - Sølv: 2003
  - Bronze: 2005
- EM i håndbold:
  - Bronze: 2004, 2012